# Neferkare Tereru
Neferkare Tereru (cũng là Neferkare V) có thể là một vị vua thuộc Vương triều thứ Tám trong Thời kỳ Chuyển tiếp thứ nhất. Tên của ông chỉ được chứng thực duy nhất trên bản danh sách vua Abydos (số 49).